# ウェルパーク
株式会社ウェルパーク（英: Welpark Co., Ltd.）は、日本のドラッグストア。ウエルシアホールディングスの完全子会社で、ハピコムに加盟している。

## 概要

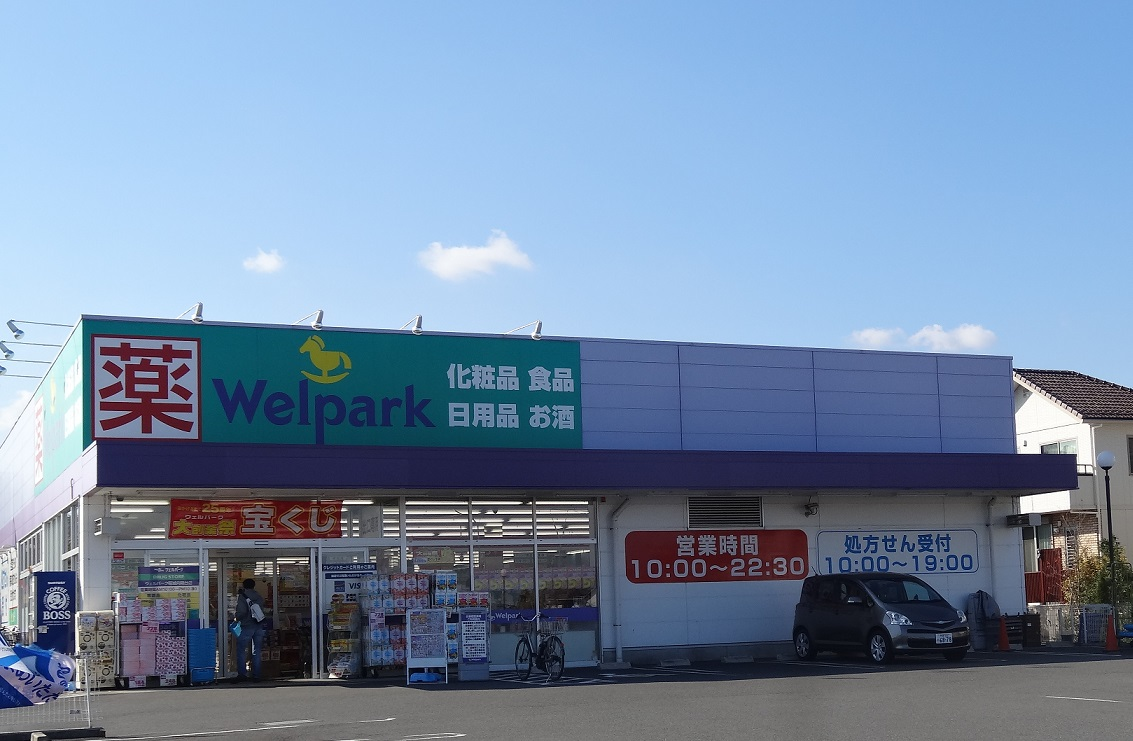
店舗外観

東京・埼玉・神奈川・千葉に140店舗（2022年3月現在）あり、一部の店舗では調剤も取り扱う。本社は東京都立川市にある。
屋号が同じくハピコム加盟のウエルシア薬局が運営する「ウエルシア」と類似しており、両者に直接の関係はなかったが、2024年9月にウエルシア薬局の親会社であるウエルシアホールディングスの100%子会社となり、ウエルシア薬局とは同じウエルシアグループの企業同士の関係となった。

## 沿革
- 1990年

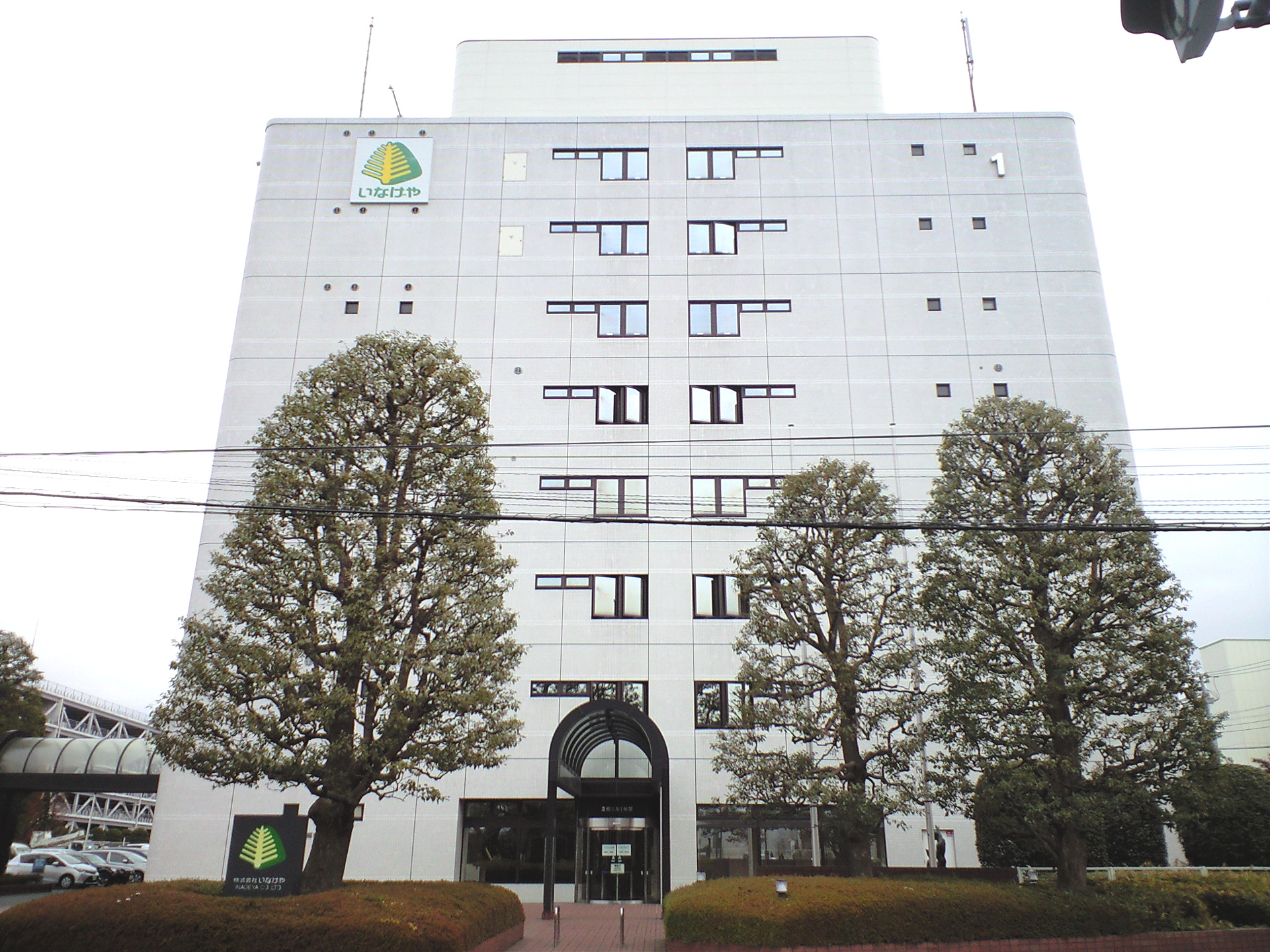
2025年まで本社入居していた立飛ビル1号館（いなげや本社）

  - 9月 - ドラッグストア運営を目的に設立。
  - 12月 - 初店舗である相模原下九沢店が開店。
- 1992年2月 - 鶴ヶ島店開店。いなげや内に移管。
- 1993年
  - 7月 - 鶴ヶ島店で調剤開始。
  - 12月 - 愛川春日台店の開店により、いなげや内の店舗を閉鎖。（鶴ヶ島店の閉鎖??）
- 1994年5月 - いなげや店内に横浜綱島店開店。
- 1998年12月 - 基幹システム再構築。
- 2001年1月18日 - イオンと業務・資本提携[2]し、イオン・ウエルシア・ストアーズ（後のハピコム）に加入。
- 2003年9月 - 福生物流センターを開設。
- 2005年6月 - 物流センターを瑞穂町へ移転。
- 2024年9月2日 - いなげや及びイオンからの株式取得に伴い、ウエルシアホールディングスの完全子会社となる[3][4]。
- 2025年 - 本社を立川市栄町6丁目1番地の1 立飛ビル1号館（いなげや本社）から同市高松町1番地100 25号棟へ移転[5]。

## 事業
典型的なドラッグストアであるが、かつての親会社であったいなげやのノウハウを導入しており他の競合と比べスーパーに近い内装展開をしている。また、ハピコム製品も取り扱いをしている。現金以外にイオン商品券の利用が可能であるなど、イオン色が強い。
前述したように2024年9月にウエルシアホールディングスの子会社となったが、当面の間、ポイントカードは従来通り自社のポイントカードでの発行となり、NTTドコモのdポイントの利用も可能である。